# Ligne de tramway B (TELB)
Pour les articles homonymes, voir Ligne B.
La ligne B est une ancienne ligne du tramway de Lille et la dernière du réseau.

## Histoire
La ligne B ouverte en 1874 fait partie des premières créées du réseau à traction hippomobile. Elle reliait la gare à la porte de Béthune par les rues de la Gare (Faidherbe), des Manneliers, la Grand-Place, la rue Nationale, le boulevard de la Liberté, la place de la République, les rues Notre-Dame (Gambetta), d'Esquermes et de Loos.
Elle fut électrifiée en 1903 et fusionnée en 1937 avec l'ancienne ligne G qui reliait la place de la Gare à Hellemmes par la rue de Tournai, la rue Pierre-Legrand à Fives et la rue Roger-Salengro à Hellemmes près de la limite communale avec Annappes (actuellement Villeneuve-d'Ascq). Son parcours est dévié en 1955 entre la rue de Tournai et la Foire Commerciale par la rue Paul-Duez à la suite de la construction d'un nouveau pont enjambant la voie ferrée qui remplaçait un pont provisoire à l'emplacement de celui détruit par un bombardement en 1944.
Cette ligne qui reliait la place Antoine Tacq (porte de Béthune) à Hellemmes par Esquermes, Wazemmes, le centre-ville et Fives était celle au trafic le plus important du réseau de tramways de la TELB puis de la CGIT. Elle comportait cependant un court tronçon à voie unique dans l'étroite rue de Tournai.
C'est la dernière supprimée du réseau de la CGIT le 29 janvier 1966. Elle est remplacée par la ligne d'autobus H Lille - Haubourdin qui prend pour l'occasion l'indice 2.
Son parcours correspond en partie à celui de l'actuelle ligne 1 du métro.